# Lucia Wald
Lucia Wald (n. 1 octombrie 1923, Iași – d. 15 august 2018, București) a fost o specialistă în filologie clasică, profesor emerit la Facultatea de Limbi și Literaturi Străine din cadrul Universității din București..
S-a născut într-o familie de evrei din România. Tatăl său era din Rădăuți, unde Lucia a copilărit și a făcut primul trimestru din clasa I. Mama sa era din Iași, unde Lucia Wald s-a născut și unde s-a mutat familia pentru partea a doua a clasei I și restul anilor de școală, până la venirea în București, la Universitate.
În anul 2006, la Editura Humanitas a apărut un volum intitulat „Antic și modern. In honorem Luciae Wald”, ca o recunoștință pentru munca și activitatea marelui pedagog care și-a dedicat viața studiilor clasice. În volum semnează profesori de mare clasă, latiniști și eliniști, academicieni și foști studenți ai ei.   

## Distincții
- Medalia Muncii (13 octombrie 1964) „cu prilejul aniversarii a 100 de ani de la înființarea Universității din București, pentru activitate îndelungată, contribuție în dezvoltarea științei și merite deosebite în dezvoltarea învățămîntului superior”[5]

## Lucrări publicate
- Scurtă istorie a lingvisticii (Ed. Științifică, București, 1961; reeditată în 1965 și 1977) - în colaborare cu acad. prof. dr. Alexandru Graur
- Ce limbi se vorbesc pe glob? (Ed. Științifică, București, 1968) - în colaborare cu Elena Slave
- Progresul în limbă : Scurtă istorie a limbajului (Ed. Științifică, București, 1969)
- Istoria literaturii latine de la origini până la destrămarea Republicii (EDP, 1972) - în colaborare
- Probleme de lingvistică generală. Vol.7 (1977) - în colaborare cu Ion Coteanu
- Introducere în studiul limbii și culturii indo-europene (ED. Științifică și Enciclopedică, 1987) - în colaborare cu Dan Slușanschi
- Istoria gândirii lingvistice românești. Texte comentate. Vol. III (redactor responsabil) (Universitatea din București, 1991)
- Lingviști și filologi evrei din România (Ed. Hasefer, București, 1996)
- Pagini de teorie și istorie a lingvisticii (Ed. ALL Educațional, București, 1998)
- Alexandru Graur: centenarul nașterii: omagiul foștilor elevi și colaboratori (Ed. Academiei Române, 2000) - în colaborare
- Institutiones linguae valachicae: prima gramatică a limbii române scrisă în limba latină (Ed. Academiei Române, 2001) - în colaborare cu Gheorghe Chivu